# Templo de Freiberg
El Templo de Freiberg es uno de los templos construidos y operados por la Iglesia de Jesucristo de los Santos de los Últimos Días, el número 33 en operaciones por la iglesia y el primero en Alemania, ubicado en la ciudad de Freiberg. Para el momento de su dedicación, el templo de Freiberg era el templo de menor dimensión erigido por la iglesia SUD. Construido antes de la reunificación alemana, en la entonces República Democrática Alemana, el templo de Freiberg es el primer templo mormón construido en tierra comunista. Por su cercanía a las comunidades, al templo también asisten miembros provenientes de Miskolc y Budapest en Hungría, así como fieles de Rumanía, Ucrania y Polonia.

## Historia
Proselitismo en Alemania inició en 1840 cuando un converso de Inglaterra llegó al Hamburgo con intentos restauracionistas fallidos. Orson Hyde llegó a Alemania en 1841 camino a Jerusalén, el primer miembro del cuórum de los Doce Apóstoles en llegar al país. Hyde pasó algunas semanas en Fráncfort del Meno, principalmente visitando a líderes de otras denominaciones y para estudiar el idioma. Después de su dedicación histórica de Palestina, Hyde regresó a Alemania y se quedó en Ratisbona, donde estudió literatura alemana y escribió un folleto sobre las doctrinas de su iglesia traducidas al alemán.
En 1843 se creó la primera congregación de la iglesia en Darmstadt y luego en 1851 John Taylor viajó a Hamburgo y supervisó la traducción del Libro de Mormón al alemán. Los primeros misioneros SUD llegaron a Alemania en 1851, haciendo proselitismo en el idioma local. Las congregaciones alemanas comenzaron a formar pequeños grupos, muchos de los nuevos conversos llegaron luego a ocupar cargos de liderazgo, incluyendo Karl G. Maeser, el primer presidente de la Academia Brigham Young (1875), como se conocía entonces a la Universidad de Brigham Young. Antes de la Segunda Guerra Mundial, la región alemana representaba la mayor concentración de fieles restauracionistas fuera de América del Norte.
Por varios años, los líderes de la iglesia, por intermedio del converso alemán Henry J. Burkhardt, continuamente realizaron esfuerzos para obtener permiso del gobierno en bien de sus fieles para que las parejas pudieran salir de la Alemania Democrática a participar en las ceremonias religiosas en el templo de Berna en Suiza. Desde 1952 Burkhardt dirigía los asuntos administrativos de la iglesia en su país. El gobierno alemán se dirigió a la presidencia de la iglesia SUD para que considerara la posibilidad de construir un templo en Alemania del Este. La Iglesia aceptó la invitación y construyó el actual Templo de Freiberg bajo la aprobación del Ministerio Nacional y el organismo de construcciones estatal de Dresde. La motivación, que podría haber sido una ventaja económica a favor del gobierno comunista, es vista en el folcór mormón como un milagro de intervención divina. Eventualmente Burkhardt fue llamado por la iglesia para ser el primero en presidir el templo en Freiberg.

### Casa de Investidura
En abril de 1975 Thomas S. Monson presidió en una ceremonia dedicatoria de la República Democrática Alemana que incluyó una oración sobre una colina adyacente a Dresde a orillas del Río Elba. La oración de Monson incluyó la solicitud por intervención divina para que los fieles del país pudieran gozar de las ceremonias eclesiásticas ofrecidas por la iglesia en un templo. En un primer momento la iglesia hizo planes para construir una Casa de Investiduras en sustitución temporal de un templo en la ciudad de Chemnitz, similar al construido en Salt Lake City previo a la construcción del templo en la ciudad sede de la iglesia. Mientras tanto, los líderes locales continuamente solicitaban permiso al gobierno comunista para permitir a las parejas viajar al templo de Berna para sus ritos religiosos. Previo a la construcción de la muro de Berlín, el gobierno permitía a sus residentes viajar a Alemania Occidental para visitar a sus familiares que residían en ese lado del país. Desde Alemania Occidental, muchos fieles obtenían una recomendación para el templo y viajaban a Berna previo a su retorno a Alemania Oriental. Estos viajes no tardaron en ser prohibidos por Alemania Occidental y, como respuesta, la iglesia solo otorgaba recomendaciones para el templo a quienes previamente se les habían conferido permiso para salir del país comunista. Burkhardt y otros líderes locales en acuerdo con la ley del país solicitó al secretariado de asuntos religiosos permisos para que sus residentes pudieran viajar en grupos de seis a Berna y demostrar fidelidad al país, retornando cada vez a sus hogares respectivos. En 1977, los oficiales del ministerio ofrecieron la idea de construir un templo en la RDA. Burkhardt informó que los templos son considerados a tal nivel de santidad que no se permitiría la entrada a quienes no pertenecían a la iglesia, incluyendo efectivos de alto mando militar alemán. La iglesia envió otros representantes para solicitar los permisos de viaje al más alto nivel de gobierno del país. La respuesta fue negativa insistiendo que los asuntos religiosos fuesen solamente tratados entre Burkhardt y el secretariado de asuntos religiosos quienes insistían en que se construyera un templo en el país aún con las condiciones tradicionales del edificio. En febrero de 1979 Monson presentó planos a Burkhardt de un edificio de dos alas, una para reuniones dominicales y otro para realizar las investidura eclesiástica tradicional del templo. El edificio no contaba con la pila bautismal que se usa en los templos para el bautismo por los muertos. El diseño permitía que el edificio pudiera continuar siendo usado para servicios semanales aún si el gobierno o su milicia defamara los propósitos del edificio al entrar sin recomendación emitida por la iglesia.

### Templo de Karl-Marx
Burkhardt presentó los planos para la edificación de la Casa de Investiduras al gobierno de la República Democrática Alemana quienes aprobaron que la iglesia obtuviera un permiso de construcción en la ciudad de Chemnitz, llamada en ese entonces la ciudad de Karl-Marx-Stadt. La iglesia tenía como tradición nombrar los templos con el nombre de la ciudad donde se edificaba el templo. La ciudad de Karl-Marx-Stadt tenía una gran concentración de fieles SUD, siendo una de las pocas congregaciones que podía reunirse en grupos en el país dentro de un edificio específico para reuniones religiosas. Otras denominaciones habían también recibido autorización para realizar pequeñas reuniones de grupo incluyendo la iglesia católica y la iglesia luterana. Nombrar el templo con Karl-Marx resultó un desafío para la iglesia hasta que se otorgó autorización para que la iglesia construyera su nuevo templo en la ciudad de Freiberg dada la construcción de un reciente autobahn más céntrico a esta ciudad que la de Karl-Marx-Stadt, renombrada luego a Chemnitz. Eventualmente los planos para la construcción de una Casa de Investidura cedieron a favor de la construcción de un templo de menor tamaño que los precedentes, aún más pequeño que los construidos en las islas del Pacífico.

### Misioneros alemanes
Aunque la ciudad de Freiberg contaba con 40.000 habitantes, una multitud de 89.871 de personas asistió durante las dos semanas de la jornada de puertas abiertas del templo de Freiberg —con algunos esperando hasta tres horas bajo la lluvia— para tener la oportunidad de visitar el interior del nuevo templo. El gobierno alemán se reunió de nuevo con el apóstol mormón Thomas S. Monson, quien había obtenido permiso para enviar jóvenes de la Alemania Democrática como misioneros, preguntando si el gobierno deseaba designar a algún país en particular al que sus misioneros podían salir o no debían ser enviados. Después de la consulta privada sobre este asunto, el portavoz del gobierno simplemente contestó: "Presidente Monson, confiamos en usted puede enviarles a cualquier parte que quiera." Los primeros diez misioneros salientes fueron asignados a Inglaterra, Estados Unidos, Canadá, Argentina y Chile. Todos ellos completaron con éxito su misión y han regresado con honor a sus hogares al cabo de sus dos años de servicio.
En 1990, cinco años después de la dedicación del templo de Freiberg, la República Democrática Alemana se unificó con la República Federal de Alemania. La estatua del ángel Moroni se añadió al templo de Freiberg 16 años y medio después de su dedicación el 20 de diciembre de 2001, como parte un importante proyecto de expansión y renovación.

## Anuncio
El anuncio de la construcción de un templo en Alemania comunista se vio imposibilitado en vista de las restricciones del gobierno. Las esperanzas de los fieles restauracionistas radicaba en la construcción de un templo en un lugar cercano en Europa que el gobierno de la RDA permitiera la visita de sus habitantes. En 1906, el entonces presidente de la iglesia SUD Joseph F. Smith fue el primero en visitar Europa con el fin de promover la construcción de templos en el continente. En una conferencia en Berna, capital de Suiza, Smith anunció que Europa estaría dotada de templos. Su sucesor Heber J. Grant hizo una declaración similar en 1923 durante la dedicación del Templo de Alberta en Canadá. En 1937, un misionero prestando servicio proselitista en Alemania, retó a los fieles a hacer investigación genealógica en preparación para los templos en Europa. Al finalizar la Segunda Guerra Mundial, la iglesia anunció la construcción del primer templo en Europa en Suiza, esperanza de los fieles en la RDA por su cercanía al país.
La Primera Presidencia de la iglesia SUD anunció públicamente los planes de construir un templo en la República Democrática Alemana durante la Conferencia General de la iglesia el 9 de octubre de 1982. Para entonces, había unos 4.000 fieles bautizados en el país socialista, la mitad de los cuales vivían en los alrededores de Frei

## Ubicación
Las congregaciones en la ciudad de Chemnitz esperaban ansiosos la construcción de una nueva capilla para su servicios semanales. Por ello se escogió esa ciudad para construir la Casa de Investiduras con un ala para reuniones dominicales y el ala opuesto para los servicios del templo. Después de meses de negociaciones, las autoridades del gobierno nacional en Berlín dieron instrucciones a Burkhardt a principios de 1980 para que trabajara directamente con funcionarios civiles regionales. Finalmente, se rechazó la solicitud de construir una capilla y una instalación de investidura en Chemnitz. También se rechazaron solicitudes similares para construir el edificio en Dresde y Leipzig. El gobierno sugirió que la iglesia considerara Freiberg en su lugar. Los funcionarios de la ciudad de Freiberg objetaron al principio, pero fueron subsecuentemente validados luego de apelaciones al gobierno federal.
La Primera Presidencia de la iglesia aprobó la construcción del edificio en Freiberg, buscándose un terreno apropiado en la ciudad. En marzo de 1982, los funcionarios de la ciudad de Freiberg ofrecieron dos posibles ubicaciones. Uno, cerca del centro de la ciudad, sin posibilidad de ampliación debido a una autopista cercana muy transitada. El otro sitio, en una pendiente elevada en las afueras de la ciudad, un terreno de 2 acres (0,8 ha) con vista a la ciudad de Freiberg y permitiría que el templo se viera de manera prominente desde el área circundante. 
Según las leyes del país, las personas y organizaciones privadas no podían adquirir propiedades mediante una compra directa. El gobierno solo estaría de acuerdo en poner la tierra a disposición a través de un contrato de arrendamiento a largo plazo para la Iglesia. Sin embargo, con aprobaciones de los funcionarios de la ciudad de Freiberg, que pronto celebraría su noveno centenario, la iglesia pudo comprar el terreno en 1982 de manos de dos familias sin necesidad de arrendamientos previos. La iglesia estaba obligada a pagar sólo diecisiete centavos de Alemania Oriental por metro cuadrado, unos sesenta y nueve marcos total por acre. Debido a que la Iglesia consideró que este precio era demasiado bajo, pagó voluntariamente a los propietarios cincuenta centavos adicionales por metro cuadrado, que aún era solo una cantidad simbólica, todo con fondos locales de la iglesia.

## Diseño
Burkhardt viajó a Salt Lake City para la conferencia general en abril de 1981, donde se reunió con el entonces presidente de la iglesia Spencer W Kimball y Emil Fetzer, el arquitecto de la Iglesia asignado para diseñar el templo y de ascendencia alemana. Temiendo que el proyecto fuese cancelado por el gobierno de la RDA, se le indicó a Fetzer proceder discretamente, por lo que solo trabajaba en el diseño del templo los sábados y por las tardes. Fue Gordon B. Hinckley quien al revisar los bocetos del edificio, sugirió que se construyera en estilo de templo para darle mayor dignidad, convencido de que en el futuro, los líderes de la iglesia se verían críticos de la estructura si no se diseñaba correctamente desde el principio. Fetzer reclutó un equipo mayor de arquitectos e ingenieros para que el edificio se mantuviera por las décadas futuras como era la expectativa con todos los templos construidos por la iglesia. El equipo de Fetzer no acordaban sobre el diseño revisado del templo, su entrada y el chapitel del templo. Incluso después de cuatro visitas a la región, Fetzer rechazó los planos alegando que se parecían demasiado a las luteranas. Finalmente aprobaron el diseño de Fetzer de una torre simple y moderna compuesta por dos arcos altos entrelazados con dos arcos más pequeños a los lados, con apariencia alemana.

## Construcción

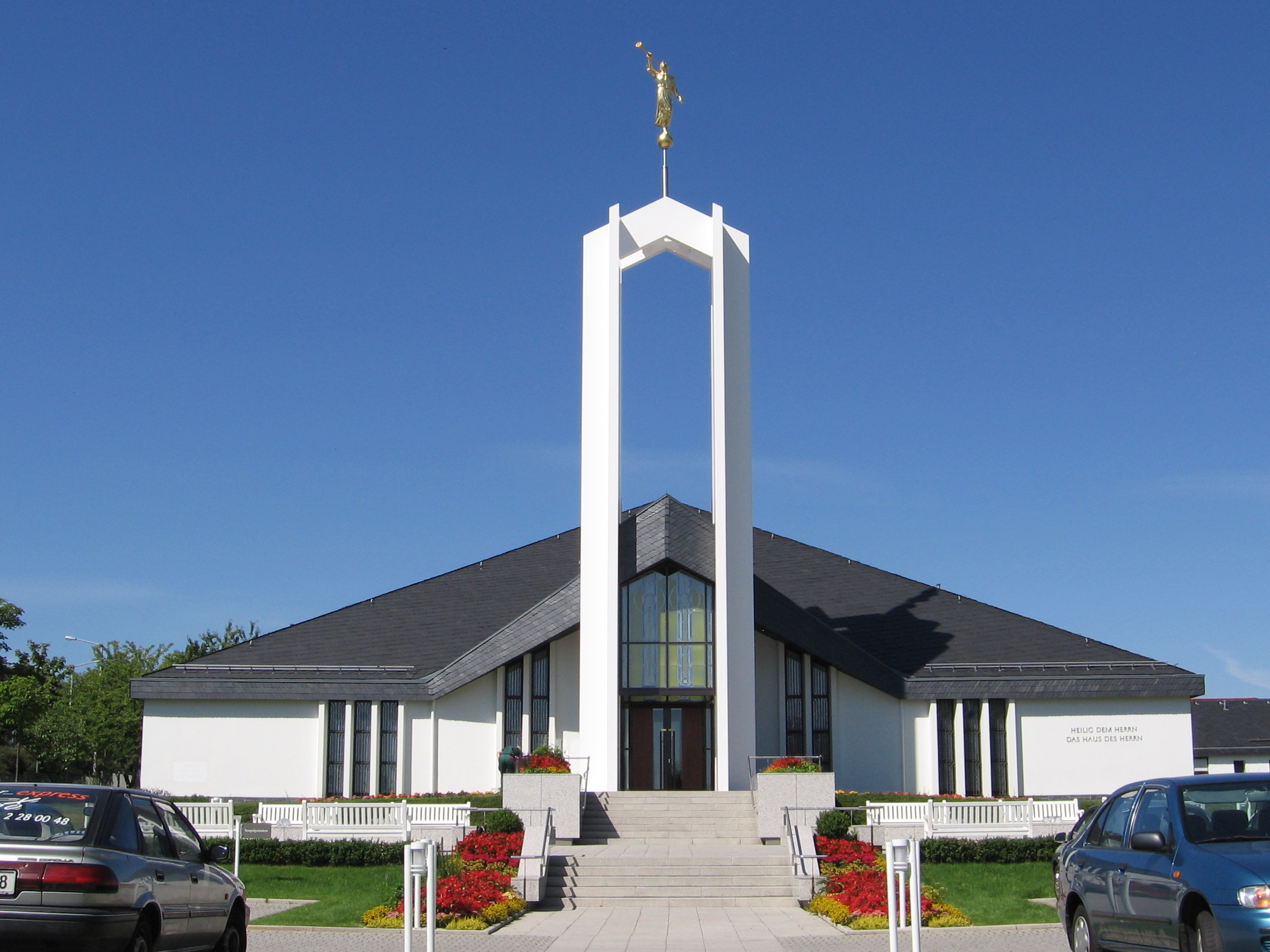
Templo de Freiberg en la actualidad con la estatua del ángel Moroni sobre el pináculo del templo.

Durante la construcción del templo en Freiberg no se le permitió a la iglesia SUD poner una estatua del ángel Moroni sobre su pináculo. En consecuencia, el templo pasó por renovaciones en 2002, que casi duplicaron los metros cuadrados de edificación para acomodar viajeros de otros países después de la caída del muro de Berlín, y se añadieron doce bueyes para apoyar la pila bautismal, una sala de espera para aquellos que no puedan entrar en el templo, una sala de novias, así como una oficina para el presidente del templo. El 20 de diciembre de 2001 se colocó una estatua del ángel Moroni en la parte superior del templo. 

## Dedicación
El templo SUD de la ciudad de Freiberg fue dedicado para sus actividades eclesiásticas en siete sesiones, del 29-30 de junio de 1985, por el entonces apóstol mormón Gordon B. Hinckley, actuando bajo la dirección del entonces presidente de la iglesia Spencer W. Kimball. Anteriormente a ello, del 3-15 de junio de ese mismo año, la iglesia permitió un recorrido público de las instalaciones y del interior del templo, al que asistieron unos 90.000 visitantes. El número de visitantes era mayor del esperado para la casa abierta del templo de Freiberg, muchos de los cuales esperaron en filas hasta seis horas previo a entrar al interior del templo. Para acomodar los visitantes, el horario de la casa abierta tuvo que ampliarse en algunos días a horas después de las 10:00 p. m.. Algunas giras acababan pasada la medianoche. Los visitantes ingresaban primero al centro de reuniones de la estaca de Freiberg para mirar una presentación de diapositivas producida localmente que explicaba los propósitos de los templos incluyendo el bautismo por los muertos. Luego, los visitantes eran permitidos al interior del templo donde se les pidió a los visitantes a que no hablaran durante su gira.
Como consecuencia de las renovaciones de 2000, se permitió una segunda casa abierta del templo de Freiberg, celebrada del 17-31 de agosto de 2002. Después de las renovaciones, Hinckley rededicó el templo el 7 de septiembre del mismo año, un día anterior a la dedicación del templo de La Haya. Como consecuencia de una extensa renovación y expansión, el templo fue dedicado por Dieter F. Uchtdorf en tres sesiones el 4 de septiembre de 2016. Previo a ello, la iglesia permitió un recorrido público del edificio del 8 al 27 de agosto de 2016, para permitir que las personas vean el interior del templo y al que asistieron más de 20.000 personas.

## Países con templos SUD
Después de la reunificación de Alemania el 3 de octubre de 1990, Alemania se convirtió en el segundo país fuera de los Estados Unidos en tener más de un templo, en Freiberg y el Templo de Fráncfort en Alemania. El primer país extranjero con más de un templo había sido Canadá, donde al menos seis semanas antes, el 25 de agosto de 1990, la dedicación del Templo de Toronto había tenido lugar, convirtiéndose en el segundo templo de Canadá, junto con el Templo de Alberta Cardston que había sido dedicado en agosto de 1923. Canadá cuenta ahora con seis templos en operación, incluyendo al templo de Vancouver (Columbia Británica) actualmente en construcción, para un total de siete templos en Canadá. Inglaterra se convertiría en el tercer país fuera de los Estados Unidos en tener un segundo templo: el Templo de Preston (Inglaterra) se dedicó en junio de 1998. Otros países con más de un templo en uso son Australia, con cinco templos en funciones, Brasil, con cinco en operación y uno más en construcción (para un total de seis), Japón que tiene dos templos, uno en Tokio y otro en Fukuoka, y México, que cuenta con 12 templos en operación en todo el país. Con los anuncios del 2009, Argentina, Chile, Guatemala y Perú tendrán más de un templo SUD.